# Scatophila hirsuta
Scatophila hirsuta är en tvåvingeart som beskrevs av Sturtevant och Wheeler 1954. Scatophila hirsuta ingår i släktet Scatophila och familjen vattenflugor.
Artens utbredningsområde är Arizona. Inga underarter finns listade i Catalogue of Life.